# Temotuloto
Temotuloto ist eine kleine Riffinsel im Riffsaum des Atolls Nukulaelae im Inselstaat Tuvalu.

## Geographie
Temotuloto bildet zusammen mit Fenulaiago, Aula, Temotutafa, Temotuloto und Teafatule den südlichen Riffsaum des Atolls. Die Insel liegt am inneren Rand des Korallenrings. Eine Sandbank zieht sich bis auf die äußere Seite.